# Csebény
Csebény é um município da Hungria, situado no condado de Baranya. Tem 3,76 km² de área e sua população em 2019 foi estimada em 87 habitantes.